# Campeonato Internacional de Tênis de Campinas 2022 - Doppio
Rafael Matos e Felipe Meligeni Alves erano i detentori del titolo ma solo Meligeni Alves aveva scelto di difendere il titolo in coppia con Matheus Pucinelli de Almeida ma si sono cancellati prima dell'inizio del torneo.
In finale Boris Arias e Federico Zeballos hanno sconfitto Guido Andreozzi e Guillermo Durán con il punteggio di 7-5, 6-2.

## Teste di serie
1. Luciano Darderi  /  Facundo Mena (primo turno)
2. Boris Arias /  Federico Zeballos (campioni)

1. Guido Andreozzi /  Guillermo Durán (finale)
2. Felipe Meligeni Alves /  Matheus Pucinelli de Almeida (ritirati)

## Wildcard
1. João Lucas Reis da Silva /  Thiago Seyboth Wild (quarti di finale)

1. Eduardo Ribeiro /  Gabriel Roveri Sidney (quarti di finale)

## Tabellone

### Legenda
| - Q = Qualificato - WC = Wild card - LL = Lucky loser | - ALT = Alternate - SE = Special Exempt - PR = Protected Ranking | - w/o = Walkover - r = Ritirato - d = Squalificato |

|  | Primo turno | Primo turno                     | Primo turno                    | Primo turno | Primo turno |  |  | Quarti di finale | Quarti di finale               | Quarti di finale               | Quarti di finale    | Quarti di finale    |   |   | Semifinali | Semifinali                      | Semifinali                      | Semifinali                    | Semifinali                    |   |   | Finale | Finale | Finale | Finale | Finale |  |
|  |             |                                 |                                |             |             |  |  |                  |                                |                                |                     |                     |   |   |            |                                 |                                 |                               |                               |   |   |        |        |        |        |        |  |
|  | 1           | L Darderi F Mena                | 6                              | 3           | [8]         |  |  |                  |                                |                                |                     |                     |   |   |            |                                 |                                 |                               |                               |   |   |        |        |        |        |        |  |
|  |             | JP Paz J Pereira                | 4                              | 6           | [10]        |  |  |                  | JP Paz J Pereira               | JP Paz J Pereira               | 6                   | 6                   |   |   |            |                                 |                                 |                               |                               |   |   |        |        |        |        |        |  |
|  | WC          | J Reis da Silva T Seyboth Wild  | J Reis da Silva T Seyboth Wild | 6           | 7           |  |  | WC               | J Reis da Silva T Seyboth Wild | J Reis da Silva T Seyboth Wild | 2                   | 4                   |   |   |            |                                 |                                 |                               |                               |   |   |        |        |        |        |        |  |
|  |             | F Juárez G Villanueva           | F Juárez G Villanueva          | 1           | 6           |  |  |                  |                                |                                |                     |                     |   |   |            | JP Paz J Pereira                | JP Paz J Pereira                | 3                             | 63                            |   |   |        |        |        |        |        |  |
|  | 3           | G Andreozzi G Durán             | G Andreozzi G Durán            | 6           | 6           |  |  |                  |                                | 3                              | G Andreozzi G Durán | G Andreozzi G Durán | 6 | 7 |            |                                 |                                 |                               |                               |   |   |        |        |        |        |        |  |
|  | PR          | J Choinski M Martinez           | J Choinski M Martinez          | 2           | 4           |  |  | 3                | G Andreozzi G Durán            | G Andreozzi G Durán            | 6                   | 6                   |   |   |            |                                 |                                 |                               |                               |   |   |        |        |        |        |        |  |
|  |             | P Matuszewski A Merino          | 3                              | 6           | [10]        |  |  |                  | P Matuszewski A Merino         | P Matuszewski A Merino         | 3                   | 3                   |   |   |            |                                 |                                 |                               |                               |   |   |        |        |        |        |        |  |
|  | Alt         | GA Olivieri S Rodríguez Taverna | 6                              | 4           | [7]         |  |  |                  |                                |                                |                     |                     |   |   | 3          | Guido Andreozzi Guillermo Durán | Guido Andreozzi Guillermo Durán | 5                             | 2                             |   |   |        |        |        |        |        |  |
|  |             | O Luz M Zormann Da Silva        | O Luz M Zormann Da Silva       | 7           | 6           |  |  |                  |                                |                                |                     |                     |   |   |            |                                 | 2                               | Boris Arias Federico Zeballos | Boris Arias Federico Zeballos | 7 | 6 |        |        |        |        |        |  |
|  |             | D Popko D Rincón                | D Popko D Rincón               | 63          | 3           |  |  |                  | O Luz M Zormann Da Silva       | O Luz M Zormann Da Silva       | 6                   | 6                   |   |   |            |                                 |                                 |                               |                               |   |   |        |        |        |        |        |  |
|  | WC          | E Ribeiro G Roveri Sidney       | E Ribeiro G Roveri Sidney      | 6           | 6           |  |  | WC               | E Ribeiro G Roveri Sidney      | E Ribeiro G Roveri Sidney      | 2                   | 0                   |   |   |            |                                 |                                 |                               |                               |   |   |        |        |        |        |        |  |
|  | Alt         | E Bogo M Bueres                 | E Bogo M Bueres                | 4           | 1           |  |  |                  |                                |                                |                     |                     |   |   |            | O Luz M Zormann Da Silva        | O Luz M Zormann Da Silva        | 4                             | 3                             |   |   |        |        |        |        |        |  |
|  |             | K Drzewiecki J Paul             | K Drzewiecki J Paul            | 6           | 7           |  |  |                  |                                | 2                              | B Arias F Zeballos  | B Arias F Zeballos  | 6 | 6 |            |                                 |                                 |                               |                               |   |   |        |        |        |        |        |  |
|  | Alt         | R Bertola JB Torres             | R Bertola JB Torres            | 1           | 5           |  |  |                  | K Drzewiecki J Paul            | 7                              | 3                   | [9]                 |   |   |            |                                 |                                 |                               |                               |   |   |        |        |        |        |        |  |
|  |             | A Müller S Nagal                | 6                              | 2           | [5]         |  |  | 2                | B Arias F Zeballos             | 65                             | 6                   | [11]                |   |   |            |                                 |                                 |                               |                               |   |   |        |        |        |        |        |  |
|  | 2           | B Arias F Zeballos              | 4                              | 6           | [10]        |  |  |                  |                                |                                |                     |                     |   |   |            |                                 |                                 |                               |                               |   |   |        |        |        |        |        |  |